# Rolf Zehlen
Rolf Zehlen ist ein deutscher Basketballtrainer.

## Laufbahn
Zehlen, der ein Studium als Diplom-Sportlehrer abschloss und 1983 das Werk „Untersuchung zum Problem der Ausbildung und Überprüfung von Beobachtern im Sportspiel an Hand des Beobachtungsinstruments zur computergesteuerten Spielbeobachtung“ veröffentlichte, arbeitete im Frauen-Basketball als Trainer für die Vereine BSC Saturn Köln, TSV Weilheim und ASC Theresianum Mainz, teilweise in der 1. Bundesliga.
1986 wechselte Zehlen als Landestrainer zum Berliner Basketball Verband. Er übte diese Tätigkeit acht Jahre lang aus, zwei Jahre war er Landestrainer des Bremer Basketball-Verbands. Für den Deutschen Basketball-Bund (DBB) war Zehlen im weiblichen Bereich als Jugendnationaltrainer (U16 und U18) tätig. Des Weiteren gehörte er dem Ausschuss des DBB an, der die Prüfungen bei der Erlangung des A- und B-Trainerscheins abnahm. Bei der TG Neuss war Zehlen vier Jahre als Trainer beschäftigt, arbeitete dort im Jugend- und Erwachsenenbereich, betreute unter anderem die Neusser Damen in der 2. Bundesliga.
2001 wurde Zehlen Trainer des TSV Lesum (später in die Bremen Roosters übergegangen) in der 2. Bundesliga, 2003 endete seine Amtszeit. Zur Saison 2004/05 übernahm er das Traineramt beim Zweitligisten TV Langen, in der Endphase des Spieljahres trat er bei den abstiegsbedrohten Hessen von dem Posten zurück.
Er wurde als Basketball-Trainer an der Hohen Landesschule in Hanau tätig. Auf Vereinsebene trat Zehlen 2020 das Amt des Co-Trainers bei den Oberliga-Damen des TV 1891 Babenhausen an.